# Orquidófilo

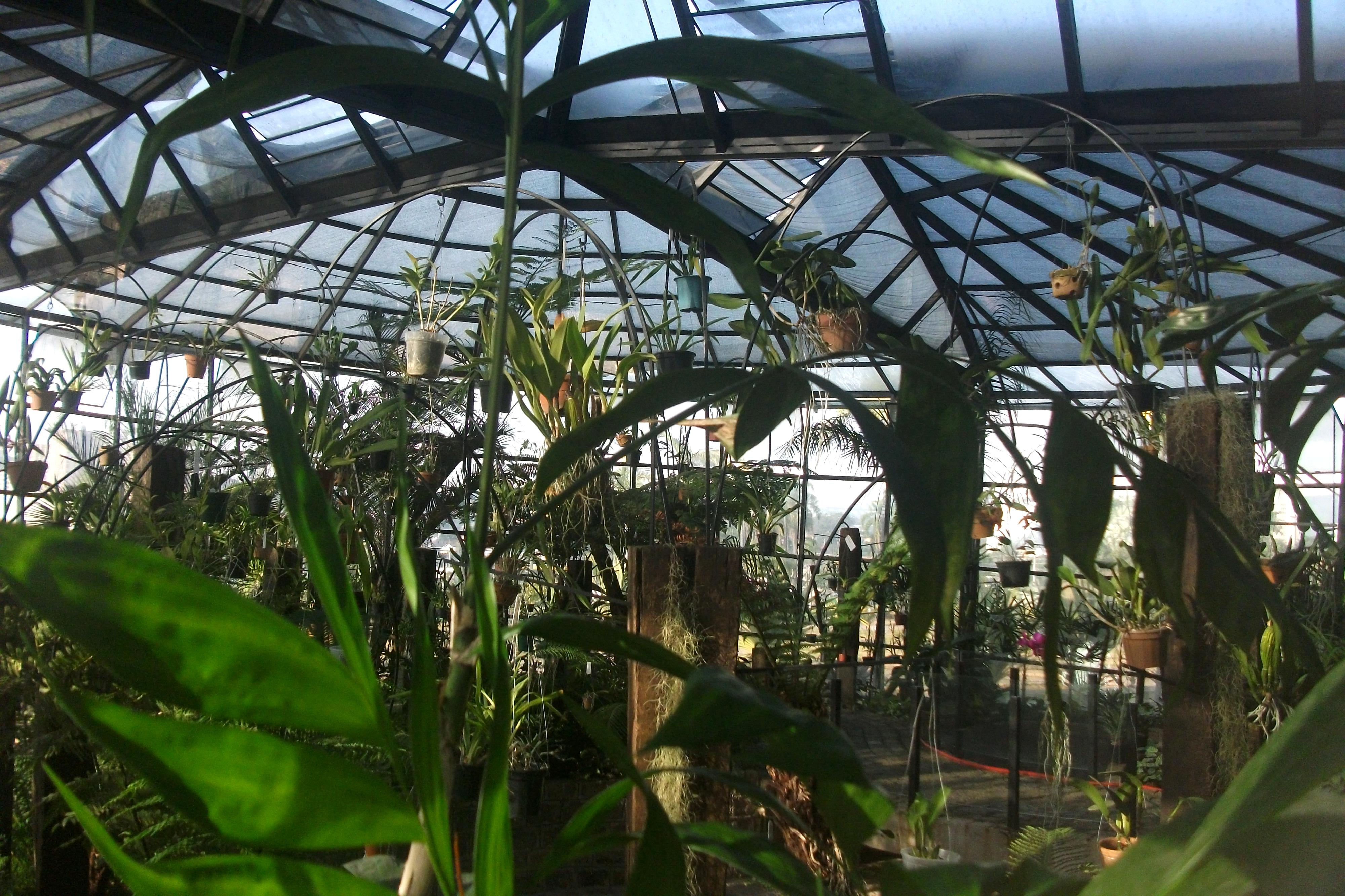
Orquidário, local adaptado para o cultivo de orquídeas.

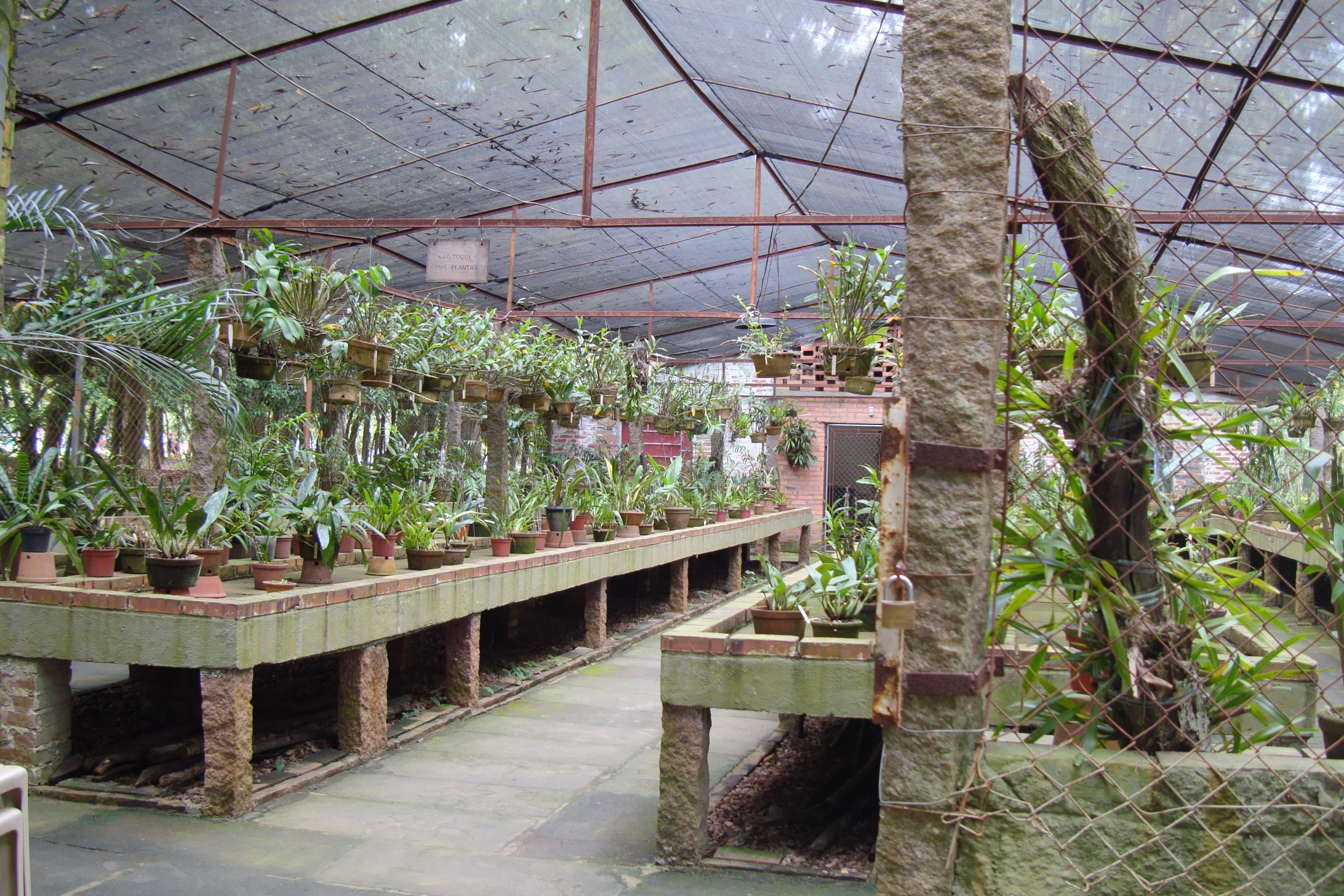
Orquidário Público Municipal de Porto Alegre.

Orquidófilo é uma pessoa que admira e coleciona orquídeas, cultiva a planta pelo prazer como hobbie. Orquidólogo é um profissional com conhecimento científico normalmente botânico que estuda e classifica orquídeas. Orquidicultor é aquele que cultiva orquídeas para fins comerciais, produzindo, mudas, vasos e flores. Estas atividades e habilidades muitas vezes são cumulativas.